# Болтышев, Валерий Александрович
Вале́рий Алекса́ндрович Бо́лтышев (26 июня 1956, Витебск, Витебская область, Белорусская ССР — 20 мая 2008, Ижевск, Удмуртия) — советский и российский писатель, переводчик, телеведущий. Член Союза писателей СССР. Заслуженный работник культуры Российской Федерации (2006).

## Биография
Окончил филологический факультет Удмуртского университета (специальность «филолог, учитель русского языка и литературы»), работал заведующим литературной частью драматического театра в Сарапуле, в редакциях радиовещания заводов Ижевска, журнала «Луч» и Удмуртского телевидения.
Участник VIII Всесоюзного совещания молодых писателей. Руководил литературной студией при Союза писателей УАССР. Член Союза писателей СССР с 1986 года.
Публиковался в журналах «Новый мир», «Знамя», «Урал», «Огонёк», «Крестьянка», «Сельская молодёжь», «Новое время» и др.
Первый рассказ Валерия Болтышева был опубликован в 1975 году в газете «Комсомолец Удмуртии». 
В 1982 году в издательстве «Удмуртия» вышел его первый сборник рассказов «Сюжеты», затем в 1984 году в издательстве «Молодая гвардия» последовал сборник рассказов «Свои люди», в предисловии сборника Сергей Залыгин писал:
Валерий Болтышев — писатель молодой, но уже обладает своими собственными и достаточно определенными качествами письма, которые позволяют, прочитав хотя бы один его рассказ, сказать:  это — Болтышев!  Тут, наверное, можно отметить его необыкновенную наблюдательность: человек видит вокруг себя не только те или иные предметы, но и такие детали их и подробности и даже качества, на которые мы обычно не обращаем внимания…
Через семь лет в издательстве «Молодая гвардия» выходит книга Валерия Болтышева «Воскресным утром неподалёку от города», в которой наиболее полно представлено его творчество.
Рецензентами рукописей его книг выступали известные критики О. Михайлов, В. Куницын, также писали о его прозе В. Бондаренко, Е. Шкловский, М. Числов, З. Богомолова, В. Чулков и др., а народный писатель Удмуртии Владимир Емельянов в начале нулевых объявил последнюю вышедшею при жизни писателя книгу — «Город М» — самым ярким явлением русской прозы последнего десятилетия, при этом проводя параллель с более знаменитым теперь Евгением Замятиным, создавшего нашумевший роман «Мы» :
Автор как бы спрашивает нас: а что было бы, если бы Иисус не был распят… И сам же отвечает словами «щекотурщика», но не утвердительно, а новым вопросом: «Егорку можем показать, если хочете. Ну то есть — старого. Старого Егорку. Старого хочете?» Это болтышевский вариант размышлений одного из героев Достоевского о вечности: «А что, если и там — банька с пауками?» 
Валерий Александрович переводил на русский язык прозу удмуртских писателей В. Ар-Серги, Е. Загребина, Р. Валишина и др. 
В 1995 году в ижевском молодежном театре "Окно" был поставлен спектакль по повести В. Болтышева "С четверга на пятницу".
Много лет дружил с поэтом Олегом Хлебниковым. 
В 2000 году Алексей Герман пригласил Болтышева снятся в роли дона Рипата в фильме «Трудно быть богом».
В ходе работы над фильмом Валерий Болтышев — автор и ведущий популярной телепередачи «Рыбацкий узел».
В 2007 — 2008 годах работал в ТРК «Моя Удмуртия».
20 мая 2008 года Валерий Болтышев ушёл из жизни.

## О творчестве
Острая, парадоксальная форма изложения, сочный, точный язык, умение передать многие человеческие интонации и через них характеры — вот что отличает этого по-настоящему талантливого человека от многих его пишущих ровесников.
За фарсом, комической ситуацией, гротеском у него стоят жизненные проблемы самого серьезного свойства.
— Андрей Мальгин

## Сочинения[8]
- Дача ложных указаний — I. Огоньки: Странный сон» (повесть, 1989)
- Дача ложных указаний — II. Тихий Дол: Прошлогодняя хроника» (повесть, 1989)
- Дача ложных указаний — III. Город М. (повесть, 1996)
- Дача ложных указаний — IV. Яичница из одного яйца. (повесть, 1997)

### Книги
- В. Болтышев Сюжеты: Рассказы. — Ижевск: «Удмуртия», 1982. — 108 с. — 15 000 экз.
- В. Болтышев Свои люди: Рассказы. / Пред. С. Залыгина. // Худож. Б. Скопин. — М: «Молодая гвардия». 1984. — 160 с. — 65 000 экз. (Молодые голоса)
- В. Болтышев Многие другие: Повесть. / Худож. В. Любарец. — Устинов: «Удмуртия», 1985. — 140 с.; илл. (В пер.) — 15 000 экз.
- В. Болтышев Тихий дол: Две повести. / Худож. А. Вепрёв. — Ижевск: «Удмуртия», 1989. — 128 с. — 15 000 экз. ISBN 5-7659-0257-X
- В. Болтышев Воскресным утром неподалёку от города: Рассказы и повести / Худож. П. Ильин. — М.: «Молодая гвардия». 1991. — 416 с. — 100 000 экз. ISBN 5-235-01421-9
- В. Болтышев Город М: Повести и рассказы / Послесл. В. Чулкова. // Худож. М. Сметанин. — Ижевск, «Удмуртия», 1996. — 312 с. — 1 200 экз. ISBN 5-7659-0677-X (В пер.)

### Журналы, коллективные сборники, альманахи
- В. Болтышев Документ (Рассказ) // «Горизонт»: Молодая литература Удмуртии : [Сб.]. — Ижевск: «Удмуртия», 1980.
- В. Болтышев Документ: верос; берыктӥз Ф. Никитин // «Молот» № 5, 1980. — С. 9-11 (На удм. яз.)
- В. Болтышев В Светлом Ключе; Весна; Женщина с ребёнком (Рассказы) // «Горизонт-82»: Молодая литература Удмуртии: [Сб.]. — Ижевск: «Удмуртия», 1982. — С. 80-85.
- В. Болтышев Воскресным утром, неподалеку от города: Рассказ // «Горизонт-84»: стихи, рассказы. — Ижевск, 1984. — С. 22-29.
- В. Болтышев Женщина с ребёнком (Рассказ) // «Крестьянка» № 12, 1984. — С. 24-25.
- В. Болтышев Боль (Рассказ) // «Сельская молодёжь», № 7, 1984. — С. 30-33.
- В. Болтышев Холод (Рассказ) // «Удмуртская  правда», 1987. — 5 дек.
- В. Болтышев Сад (Рассказ) // «Огонёк» № 26, 1988. — С. 14-15.
- В. Болтышев С четверга на пятницу: (странный сон): рассказ // «Истоки»: Альманах. М.: «Мол. гвардия», 1989. — 411 с. — С. 174-195.[9]
- В. Болтышев Путешествие (Рассказ) // «Известия Удмуртской Республики». — 1991. — 26 янв.
- В. Болтышев Эгей (Рассказ) // «Знамя». — 1991. — № 4. — С. 169-171.[10]
- В. Болтышев Закрытый город: [об Ижевске] // «Огонёк» № 1, 1993. — С. 2-4.
- В. Болтышев Город М (Повесть-следствие) // «Луч» (журнал). — 1992. № 2 (Начало); № 3 (Окончание).
- В. Болтышев Рассказы // «Русская виза». — М. — СПб. — 1993.
- В. Болтышев Эгей; Брат; Идиотская история; Река пополудни (Рассказы) // «Луч» № 10, 1993. — С. 2-18.
- В. Болтышев Пролетая над стволом "ижевки": О соц.-экономической жизни г. Ижевска // «Новое время» № 33, 1996. — С. 36-38.
- В. Болтышев Яичница из одного яйца: Современная история // «Луч» № 5/6, 1997. — С. 6-37.
- В. Болтышев Странное дело (Рассказ) // «Луч» № 5/6, 1998. — С. 76-80.
- В. Болтышев Странное дело (Рассказ) // «Ижевск вечерний», 1999. — 29 окт. — С. 10-11.
- В. Болтышев Эгей (Рассказ) // «Луч» № 7/8, 2001. — С. 45-46. (Творчество выпускников УдГУ)
- В. Болтышев Дуралей Гризли (Рассказ) // Родник вдохновения: Статьи, очерки, короткие рассказы, эпизоды, воспоминания, посвящения. К 90-летию со дня рождения критика, литературоведа и педагога З. А. Богомоловой. / Сост. О. В. Парфёнова. — Ижевск: Удмуртия, 2012. — С. 292-299. — 348 с.: вкл.
- В. Болтышев Река пополудни (Рассказ) // «Луч». — 2016. — № 5-6. — С. 65-70.

## Награды и звания
- Почётная грамота Госсовета Удмуртской Республики.
- Заслуженный работник культуры Удмуртской АССР (1991).
- Заслуженный работник культуры Российской Федерации (2006).

## Память
- 25—26 мая 2013 года в Воткинске состоялось соревнование — Кубок памяти Валерия Болтышева — по ловле рыбы на донную снасть — фидер[11].